# Třebešice (Benešov)
Třebešice é uma comuna checa localizada na região da Boêmia Central, distrito de Benešov.